# Icteria
Icteria is een geslacht van zangvogels. Het geslacht kent maar één soort:
- Icteria virens – Geelborstzanger